# Atletika na Letních olympijských hrách 2016 – vrh koulí muži
 Vrh koulí mužů na Letních olympijských hrách 2016 se uskutečnil 18. srpna na Olympijském stadionu v Riu de Janeiru.

## Rekordy
Před startem soutěže byly platné rekordy následující:
| Světový rekord           | Randy Barnes (USA)   | 23,12 m | Los Angeles, USA  | 20. květen 1990 |
| Olympijský rekord        | Ulf Timmermann (GDR) | 22,47 m | Soul, Jižní Korea | 23. září 1988   |
| Nejlepší výkon roku 2016 | Joe Kovacs (USA)     | 22,13 m | Eugene, USA       | 22. květen 2016 |

V průběhu soutěže byl ustanoven následující rekord:
| Olympijský rekord | Ryan Crouser (USA) | 22,52 m | Rio de Janeiro, Brazílie | 18. srpen 2016 |

## Kalendář
Pozn. Všechny časy jsou v brazilském čase (UTC-3).
| Datum                   | Čas        | Kolo               |
| ----------------------- | ---------- | ------------------ |
| Čtvrtek, 18. srpna 2016 | 9:55 20:30 | Kvalifikace Finále |

## Výsledky
- Q Přímý postup po splnění kvalifikačního limitu
- q Dodatečný postup pro doplnění počtu účastníků finále na 12
- DNS Nestartoval
- DNF Nedokončil
- DSQ Diskvalifikován
- NM Žádný platný pokus
- x Neplatný pokus (přešlap)
- PB osobní rekord
- SB nejlepší výkon sezóny
- NR národní rekord
- CR kontinentální rekord
- OR olympijský rekord
- WR světový rekord

### Kvalifikace
V kvalifikaci měl každý z koulařů možnost tří pokusů, ze kterých se počítal nejlepší. Do finále postoupili přímo koulaři, kteří hodili alespoň 20,65 metru (Q). Dodatečně postoupilo šest koulařů s nejlepším výkonem (q), kteří limit nesplnili, aby byl počet účastníků finále doplněn na 12.
| Poř. | Skupina | Koulař             | Země                     | #1    | #2    | #3    | Výsledek | Pozn. |
| ---- | ------- | ------------------ | ------------------------ | ----- | ----- | ----- | -------- | ----- |
| 1    | B       | Ryan Crouser       | Spojené státy americké   | 21,59 | –     | –     | 21,59    | Q     |
| 2    | B       | Tomas Walsh        | Nový Zéland              | 21,03 | –     | –     | 21,03    | Q     |
| 3    | B       | Darlan Romani      | Brazílie                 | 20,94 | –     | –     | 20,94    | Q, NR |
| 4    | A       | Jacko Gill         | Nový Zéland              | 20,19 | 19,80 | 20,80 | 20,80    | Q     |
| 5    | A       | Joe Kovacs         | Spojené státy americké   | 19,59 | 20,73 | –     | 20,73    | Q     |
| 6    | B       | Konrad Bukowiecki  | Polsko                   | x     | 20,71 | –     | 20,71    | Q     |
| 7    | A       | Tomasz Majewski    | Polsko                   | 19,87 | 20,56 | 20,15 | 20,56    | q     |
| 8    | A       | Stipe Žunić        | Chorvatsko               | 20,52 | 20,47 | 20,32 | 20,52    | q     |
| 9    | B       | Damien Birkinhead  | Austrálie                | 20,32 | 20,41 | 20,50 | 20,50    | q     |
| 10   | B       | David Storl        | Německo                  | 20,47 | x     | 20,3  | 20,47    | q     |
| 11   | A       | Franck Elemba      | Konžská republika        | 19,94 | 19,94 | 20,45 | 20,45    | q     |
| 12   | B       | O'Dayne Richards   | Jamajka                  | 19,38 | 20,40 | x     | 20,40    | q     |
| 13   | A       | Andrei Gag         | Rumunsko                 | x     | x     | 20,40 | 20,40    |       |
| 14   | A       | Borja Vivas        | Španělsko                | 19,62 | 20,25 | 20,21 | 20,25    |       |
| 15   | B       | Asmir Kolasinac    | Srbsko                   | 19,86 | x     | 20,16 | 20,16    |       |
| 16   | A       | Tim Nedow          | Kanada                   | x     | 20,00 | 19,72 | 20,00    |       |
| 17   | B       | Carlos Tobalina    | Španělsko                | 19,98 | 19,81 | x     | 19,98    |       |
| 18   | B       | Michal Haratyk     | Polsko                   | 19,36 | x     | 19,97 | 19,97    |       |
| 19   | A       | German Lauro       | Argentina                | 19,89 | 19,56 | 19,61 | 19,89    |       |
| 20   | A       | Tomáš Staněk       | Česko                    | 19,76 | x     | 19,64 | 19,76    |       |
| 21   | B       | Filip Mihaljevic   | Chorvatsko               | 19,18 | 19,69 | 19,52 | 19,69    |       |
| 22   | A       | Tobias Dahm        | Německo                  | 19,62 | 19,59 | 19,34 | 19,62    |       |
| 23   | A       | Darrell Hill       | Spojené státy americké   | 18,99 | 19,56 | 19,5  | 19,56    |       |
| 24   | B       | Mesud Pezer        | Bosna a Hercegovina      | 19,06 | 19,29 | 19,55 | 19,55    |       |
| 25   | B       | Georgi Ivanov      | Bulharsko                | 19,08 | 19,49 | x     | 19,49    |       |
| 26   | A       | Hamza Alić         | Bosna a Hercegovina      | 19,48 | x     | x     | 19,48    |       |
| 27   | A       | Nicholas Scarvelis | Řecko                    | 19,07 | x     | 19,37 | 19,37    |       |
| 28   | A       | Stephen Mozia      | Nigérie                  | x     | x     | 18,98 | 18,98    |       |
| 29   | B       | Tsanko Arnaudov    | Portugalsko              | x     | 18,88 | x     | 18,88    |       |
| 30   | A       | Kemal Mešić        | Bosna a Hercegovina      | 18,84 | x     | 18,78 | 18,78    |       |
| 31   | B       | Benik Abrahamyan   | Gruzie                   | 18,08 | 18,72 | 18,35 | 18,72    |       |
| 32   | B       | Ivan Emilianov     | Moldavsko                | x     | x     | 17,83 | 17,83    |       |
| 33   | A       | Ivan Ivanov        | Kazachstán               | x     | 17,38 | x     | 17,38    |       |
| 34   | B       | Eldred Henry       | Britské Panenské ostrovy | 17,07 | x     | 17,07 | 17,07    |       |

### Finále
Dvanáctka finalistů měla k dispozici tři pokusy, ze kterých se počítal nejlepší. Osmička nejlepších pak měla k dispozici další tři pokusy. Nejlepší výsledek se počítal ze všech šesti pokusů. Vítězný Ryan Crouser v průběhu soutěže ustanovil nový olympijský rekord.
| Poř.             | Koulař            | Země                   | #1    | #2    | #3    | #4          | #5          | #6          | Výsledek | Pozn. |
| ---------------- | ----------------- | ---------------------- | ----- | ----- | ----- | ----------- | ----------- | ----------- | -------- | ----- |
| Zlatá medaile    | Ryan Crouser      | Spojené státy americké | 21,15 | 22,22 | 22,26 | 21,93       | 22,52       | 21,74       | 22,52    | OR    |
| Stříbrná medaile | Joe Kovacs        | Spojené státy americké | 21,78 | x     | 21,52 | x           | x           | 21,35       | 21,78    |       |
| Bronzová medaile | Tomas Walsh       | Nový Zéland            | 20,54 | 21,20 | x     | 20,75       | 21,36       | 21,25       | 21,36    |       |
| 4                | Franck Elemba     | Konžská republika      | 21,20 | 21,00 | 20,69 | 20,76       | 20,11       | x           | 21,20    | NR    |
| 5                | Darlan Romani     | Brazílie               | 21,02 | 20,60 | 20,26 | x           | 20,61       | x           | 21,02    | NR    |
| 6                | Tomasz Majewski   | Polsko                 | x     | x     | 20,72 | x           | x           | 20,52       | 20,72    |       |
| 7                | David Storl       | Německo                | x     | 20,48 | 20,64 | x           | 20,46       | 20,60       | 20,64    |       |
| 8                | O'Dayne Richards  | Jamajka                | x     | 20,64 | 20,34 | x           | x           | x           | 20,64    |       |
| 9                | Jacko Gill        | Nový Zéland            | 20,15 | 20,50 | 20,26 | nepostoupil | nepostoupil | nepostoupil | 20,50    |       |
| 10               | Damien Birkinhead | Austrálie              | 20,45 | x     | 20,02 | nepostoupil | nepostoupil | nepostoupil | 20,45    |       |
| 11               | Stipe Žunić       | Chorvatsko             | 19,93 | 20,04 | 19,92 | nepostoupil | nepostoupil | nepostoupil | 20,04    |       |
| –                | Konrad Bukowiecki | Polsko                 | x     | x     | x     | nepostoupil | nepostoupil | nepostoupil | NM       |       |